# Hacı-Halil Uslucan

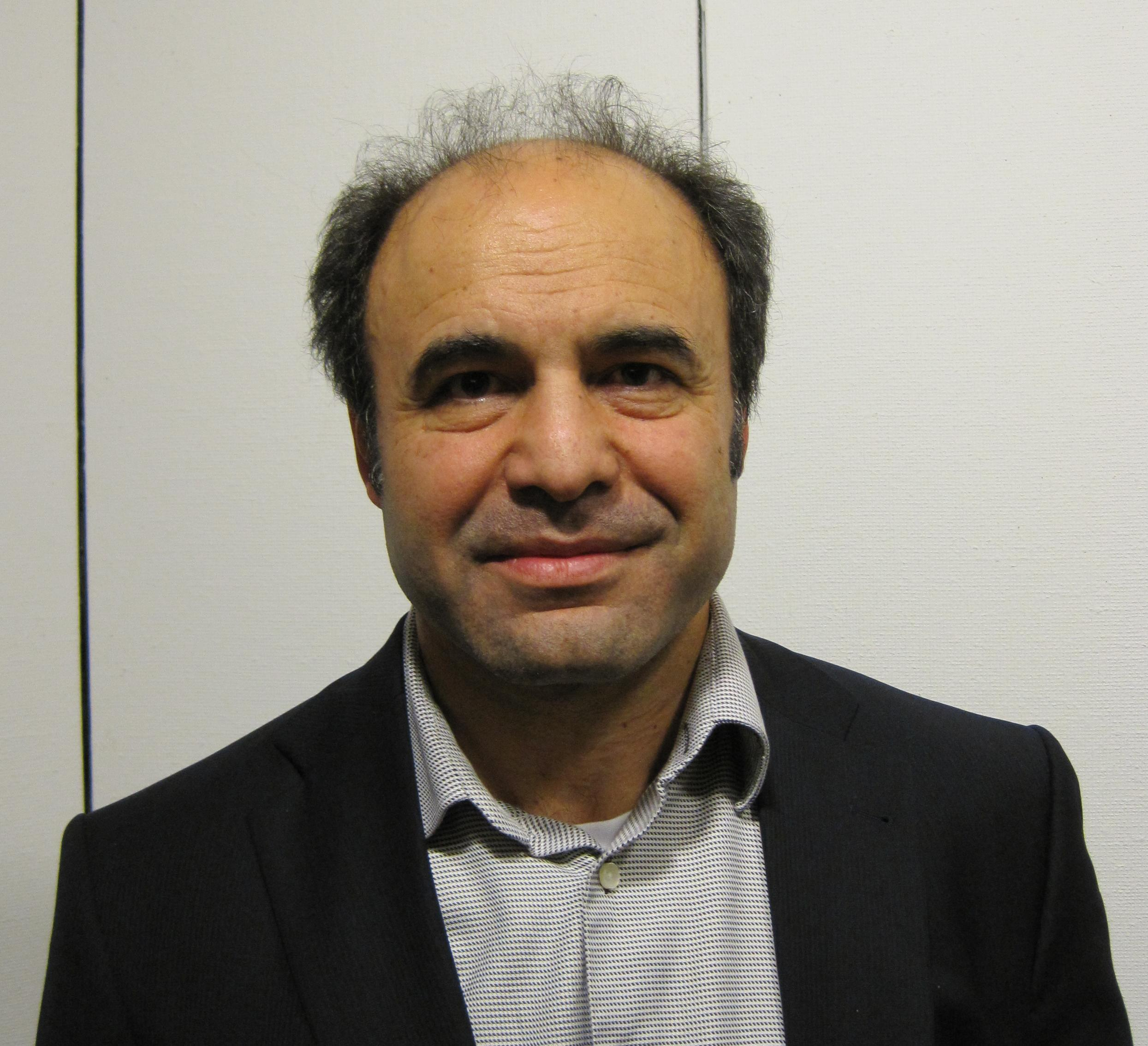
Uslucan 2011

Hacı-Halil Uslucan (* 1965 in Kayseri, Türkei) ist ein deutscher Psychologe, Migrationsforscher, Inhaber der Professur Moderne Türkeistudien an der Universität Duisburg-Essen und Leiter der Stiftung Zentrum für Türkeistudien und Integrationsforschung.
Haci-Halil Uslucan gehört zu der Generation der Kinder der ursprünglich als Arbeitsmigranten, damals „Gastarbeiter“ genannt, nach Deutschland eingewanderten Türken. Uslucan wurde in der Provinz Kayseri geboren und lebt seit 1973 in Berlin. 1985 nahm er das Studium an der FU Berlin auf, an der er 1991 das Diplom in Psychologie erwarb, 1997 den Magistergrad in Allgemeiner und Vergleichender Literaturwissenschaft absolvierte und 1999 im Fach Psychologie promoviert wurde. Im selben Jahr wurde er Leiter des vom Kultusministerium des Landes Sachsen-Anhalt finanzierten Längsschnittprojektes „Jugendgewalt als Folge sozialer Desintegration, anomischer Verunsicherung und Überforderung“ an der Universität Magdeburg, wo er sich 2006 habilitierte. Anschließend vertrat er eine Professur an der Universität Potsdam. Vom Wintersemester 2008 bis August 2010 lehrte er Pädagogische Psychologie an der Helmut-Schmidt-Universität, Universität der Bundeswehr in Hamburg und war externer Lehrbeauftragter für Bildungspsychologie an der Universität Wien. Seit August 2010 ist er Professor an der Universität Duisburg-Essen sowie wissenschaftlicher Leiter des Zentrums für Türkeistudien und Integrationsforschung in Essen.
Von 2012 bis 2019 war er Mitglied im Sachverständigenrat deutscher Stiftungen für Integration und Migration. In den Jahren 2019 und 2020 ist Uslucan Mitglied der Fachkommission der Bundesregierung zu den Rahmenbedingungen der Integrationsfähigkeit.
Uslucan veröffentlichte eine Vielzahl von Fachbeiträgen und Fachbüchern zu den Forschungsschwerpunkten Gewalt im Jugendalter, Moralentwicklung, psychosoziale Belastungen von Migrantenfamilien, Erziehungsstile im interkulturellen Vergleich, Wertedivergenzen aus kulturpsychologischer Sicht, Islamischer Religionsunterricht in Deutschland und zur Wissenschafts- und Psychologiegeschichte. Seine Arbeiten sind geprägt von einer Zusammenschau psychologischer, soziologischer und philosophischer Fragestellungen. Uslucan war ab 2002 an der Kampagne der Bundesregierung für gewaltfreie Erziehung beteiligt.
Daneben war Uslucan freier Mitarbeiter der FAZ, für deren Berliner Ausgaben er ab 1999 über 100 Kolumnen zur deutsch-türkischen Presselandschaft verfasste. Die Texte sind als Buch im Reinhard Fischer Verlag erschienen.

## Auszeichnungen
- Preisträger der Körber-Stiftung für deutsch-türkische Beziehungen 1995
- Preisträger der Körber-Stiftung für deutsch-türkische Beziehungen 1997